# Бугарска на Светском првенству у атлетици на отвореном 1983.
Бугарска су учествовале на 1. Светском првенству у атлетици на отвореном 1983. одржаном у Хелсинкију, Финска, од 7. до 14. августа.
Бугарску је представљало 28 атлетичара 15 мушкараца и 13 жена) који су се такмичили у 20 дисциплине (190 мушке и 10  женских).
На овом првенству Бугарска је по  броју освојених медаља заузела 20. место са 3 освојене бронзане медаље).. У табели успешности према броју такмичара који су учествовали у финалним такмичењима (првих 8 такмичара) Бугарска је са 9 учесника у финалу освојила 11. место са 36 бодова.
| Пласман | Земља    | 1. место | 1. место | 2. место | 2. место | 3. место | 3. место | 4. место | 4. место | 5. место | 5. место | 6. место | 6. место | 7. место | 7. место | 8. место | 8. место | Укупано финалиста | Укупано бодова |
| Пласман | Земља    | Бп       | Бод      | Бп       | Бод      | Бп       | Бод      | Бп       | Бод      | Бп       | Бод      | Бп       | Бод      | Бп       | Бод      | Бп       | Бод      | Укупано финалиста | Укупано бодова |
| ------- | -------- | -------- | -------- | -------- | -------- | -------- | -------- | -------- | -------- | -------- | -------- | -------- | -------- | -------- | -------- | -------- | -------- | ----------------- | -------------- |
| 11.     | Бугарска | 0        | 0        | 0        | 0        | 3        | 18       | 2        | 10       | 0        | 0        | 1        | 3        | 2        | 4        | 1        | 1        | 9                 | 36             |